# Antonio Vivarini

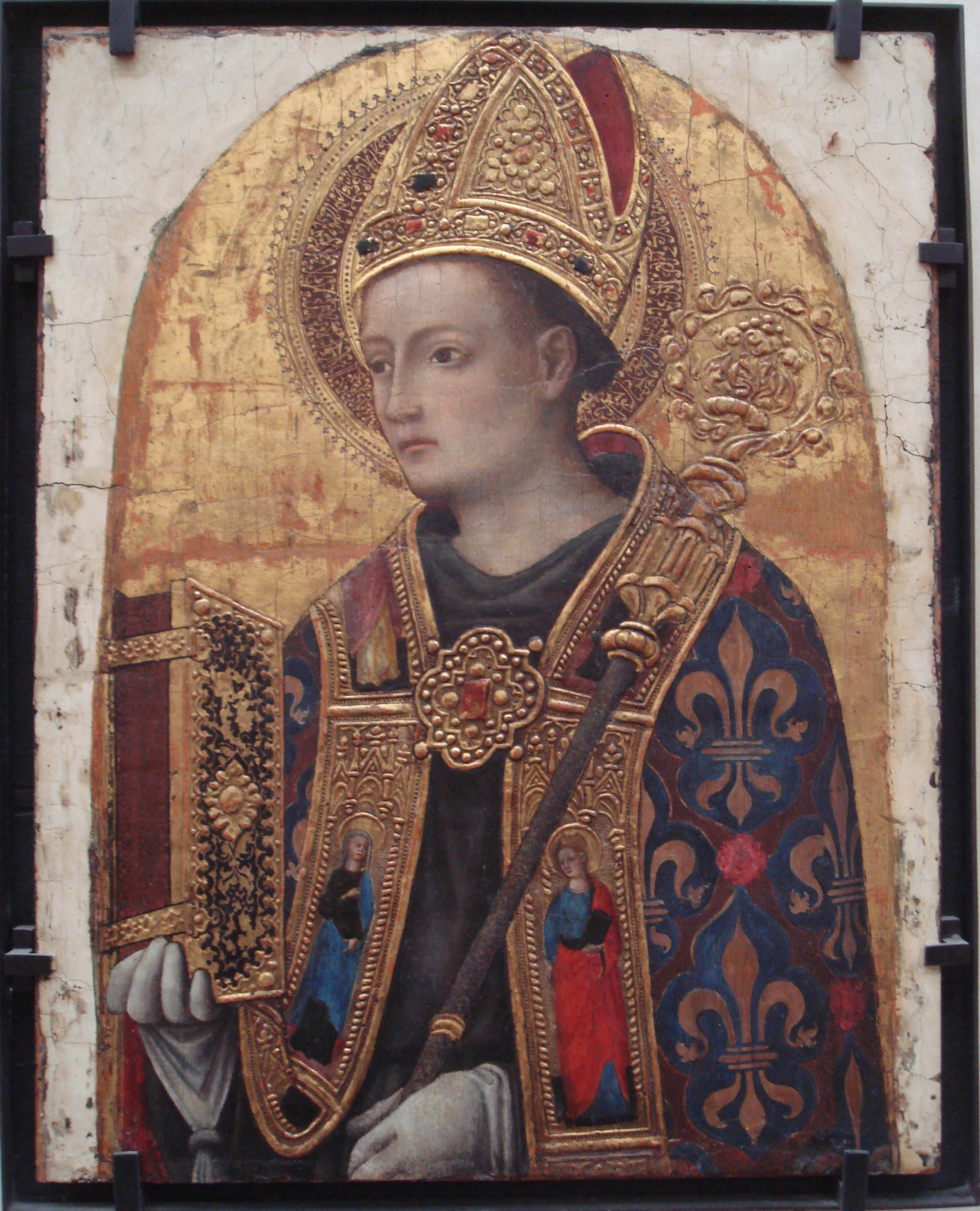
Ludvig av Toulose, omkring 1450.

Antonio Vivarini, född omkring 1415 i Murano, död mellan 1476 och 1484 i Venedig, var en italiensk konstnär.
Antonio Vivarini samarbetade 1441-50 med svågern Giovanni d'Alemagna, från 1447 i Padua. Efter dennes död 1450 flyttade han till Venedig och upptog samarbete med brodern Bartolomeo Vivarini. Det har ofta visat sig svårt att skilja hans insats från kompanjonernas och endast ett fåtal autentiska arbeten kan med säkerhet tillskrivas honom.